# Kościoły ewangelicko-reformowane w Słucku

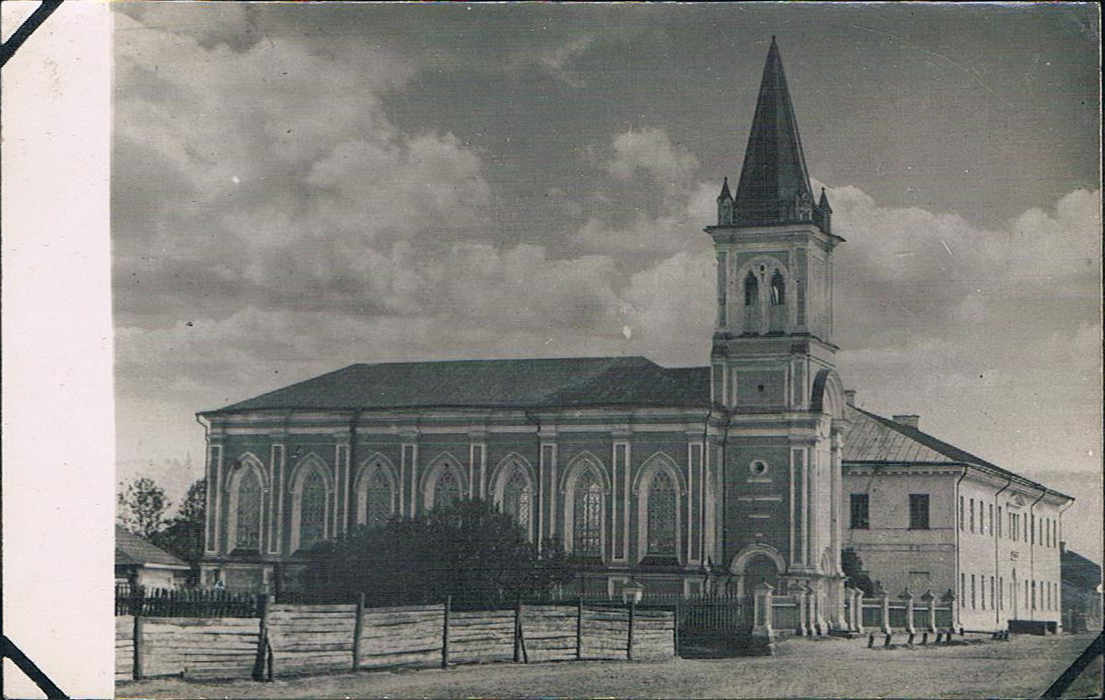
Zbór i gimnazjum przy ul. Senatorskiej w 1914 r.

Zbory kalwińskie w Słucku (biał. Кальвінскія зборы ў Слуцку) – kościoły ewangelicko-reformowane istniejące od XVII do XX wieku w rządzonym przez rodzinę Radziwiłłów Słucku.

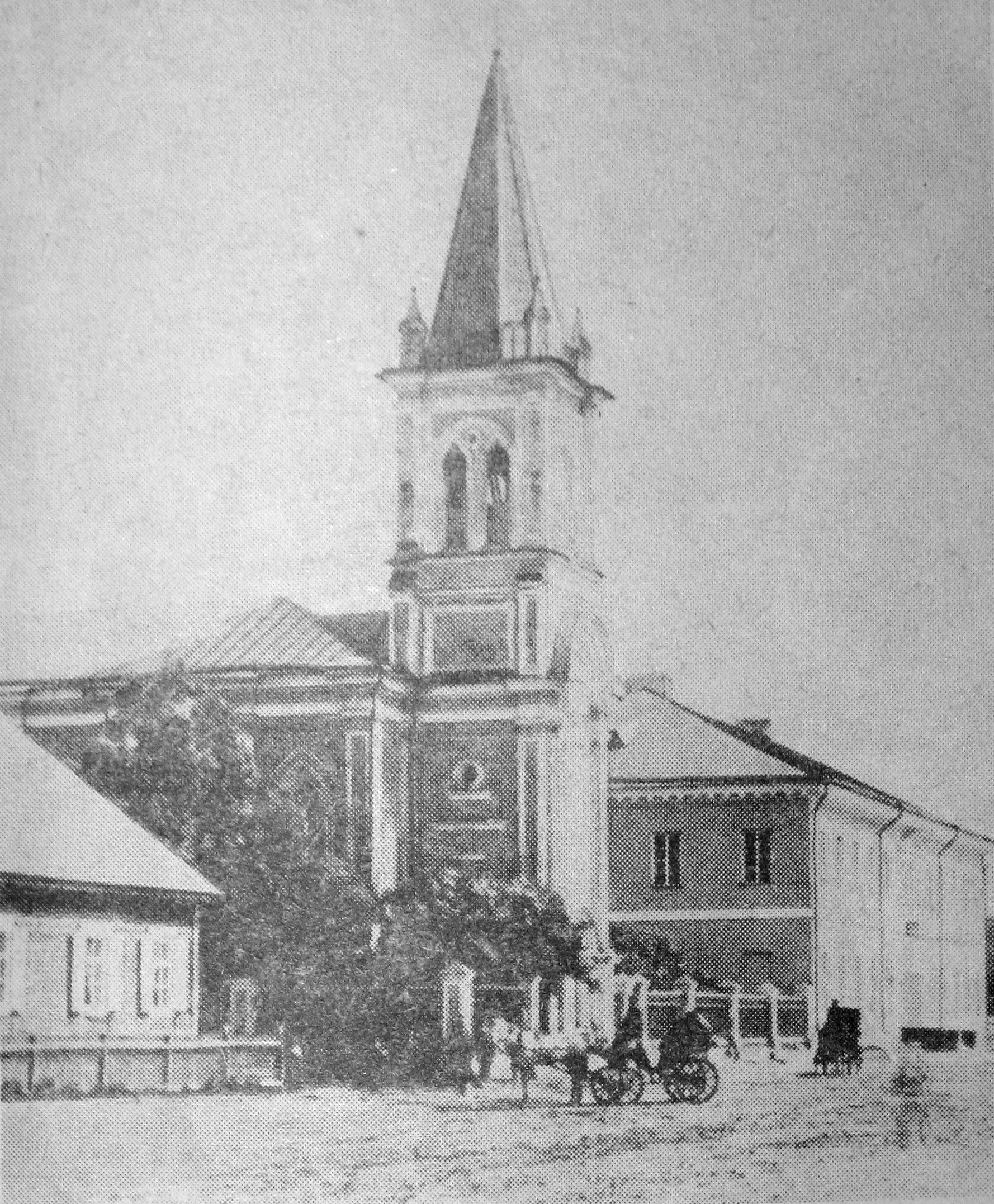
Budynek kościoła i gimnazjum kalwińskiego z początku XX wieku

Pierwszy kościół kalwiński (stary) miał powstać około roku 1615 rzekomo w wyniku przebudowy kościoła katolickiego.  W 1709 roku ks. Mentecki z Słucka wytoczył gminie reformowanej proces o rzekomo zagarniętą świątynię. Był to pretekst, by zamknąć kościół ewangelicki - przed 1615 roku miastem władali prawosławni oraz ewangelicy i kościoła katolickiego w mieście nie było. Proces skończył się niepowodzeniem i kościół istniał dalej. Słuck był siedzibą jednej z prowincji Jednoty Litewskiej. W XVII wieku miało w nim urzędować trzech ministrów i często nazywano go „katedrą”. 
Druga murowana świątynia kalwińska (tzw. „mały zbór”) powstała według projektu K. Chrzanowicza w połowie XIX wieku przy ul. Szerokiej (ob. Komsomolska) na miejscu drewnianego lub dwóch drewnianych zborów, obok budynku gimnazjum kalwińskiego. Na początku XX wieku miała się w niej znajdować tablica pamiątkowa poświęcona Leopoldowi Wannowskiemu (zm. 1849). W II połowie XIX wieku kaznodzieją w zborze był ks. Julian Bigiel. 
Kres istnieniu gminy kalwińskiej w Słucku, a także jej filiałów w Kopylu i Kopysi, przyniosła władza radziecka na Białorusi, jednak sam budynek zboru przetrwał aż do lat czterdziestych XX wieku, kiedy go rozebrano.